# Khalid Abdalla
Khalid Abdalla (en árabe: خالد عبدالله) (Glasgow, Escocia, 26 de octubre de 1980) es un actor y activista británico de origen egipcio. Llegó a la fama internacional después de protagonizar en 2006 la película ganadora de los BAFTA, United 93. Escrita y dirigida por Paul Greengrass, narra los acontecimientos a bordo del vuelo 93 de United Airlines, que fue secuestrado en los atentados del 11 de septiembre de 2001. Abdalla hace el papel de Ziad Jarrah, el piloto y jefe de los cuatro secuestradores a bordo del vuelo. Actuó como Amir en la película de The Kite Runner y actuó junto a Matt Damon en Green Zone, esta última del director Paul Greengrass.
Abdalla está en la junta del National Student Drama Festival.                  
Es reconocido por haber interpretado a Dodi Al-Fayed en la serie inglesa The Crown.

## Vida privada
Abdalla nació en Glasgow, Escocia (siendo su familia de origen egipcio) y criado en Londres, Inglaterra. Fue educado en  King's College School, una escuela privada para niños en Wimbledon en el suroeste de Londres (en el mismo año que el actor Ben Barnes y el comediante Tom Basden), seguido de Queens' College, Cambridge, donde se graduó en Inglés.

## Sus comienzos
Abdalla llegó a escena gracias a sus actuaciones en la escuela de teatro, donde se incluye el papel protagonista en Macbeth. En 1998, dirigió una producción de Someone Who'll Watch Over Me de Frank McGuinness, que llegó a tener éxito en el Festival de Edimburgo y obtuvo cinco estrellas en el periódico The Scotsman, convirtiéndose en el director más joven en recibir este galardón. Pasó un año sabático viajando por todo el Oriente Medio.
En Cambridge, Abdalla era un habitual de la escena del teatro estudiantil, con actuaciones como los papeles principales en Othello, Britannicus, y Equus. Más tarde estudió en Ecole Philippe Gaulier, en París.

## Filmografía

### Cine
| Año  | Película                                        | Personaje                         | Director           | Notas                                    |
| ---- | ----------------------------------------------- | --------------------------------- | ------------------ | ---------------------------------------- |
| 2005 | Spooks                                          |                                   | David Wolstencroft | Episodio: "Infiltration of a new threat" |
| 2006 | United 93                                       | Ziad Jarrah                       | Paul Greengrass    |                                          |
| 2007 | The Kite Runner                                 | Amir de adulto                    | Marc Forster       |                                          |
| 2009 | In the Last Days of the City                    |                                   | Tamer El Said      | Postproducción                           |
| 2010 | Green Zone                                      | Farid Yusuf "Freddy" Abdurrahman  | Paul Greengrass    |                                          |
| 2010 | Maydoum                                         | Sharif                            |                    | Corto                                    |
| 2012 | Predella                                        | Magid                             |                    | Corto                                    |
| 2012 | Al Alamayn                                      | Mahmoud                           |                    | Corto                                    |
| 2012 | Une arme de choix                               | Él mismo                          |                    | Corto documental                         |
| 2013 | The Square                                      | Él mismo                          | Jehane Noujaim     | Documental                               |
| 2014 | Tigers                                          | Nadeem                            | Danis Tanović      |                                          |
| 2014 | Narrow Frame of Midnight                        | Zacaria                           |                    |                                          |
| 2015 | 1001 Inventions and the World of Ibn Al-Haytham | Ibn Al-Haytham                    | Ahmed Salim        | Voz                                      |
| 2016 | In the Last Days of the City                    |                                   | Khalid El-Said     |                                          |
| 2016 | Our Kind of Traitor                             | Luke                              | Susanna White      |                                          |
| 2016 | Assassin's Creed                                | Muhammad XII of Granada (Boabdil) | Justin Kurzel      |                                          |
| 2017 | Birds Like Us                                   | Murciélago                        | Faruk Šabanović    | Voz                                      |
| 2020 | Undergods                                       | Octavius                          |                    |                                          |

### Televisión
| Año       | Título                | Personaje        | Notas |
| --------- | --------------------- | ---------------- | --- |
| 2005      | Spooks                | Yazdi            | Episodio: "Road Trip" |
| 2007      | Secret's Out          | Él mismo         | Episodio: "The Kite Runner" |
| 2011      | East To West          | Narrador         | Voz, 7 episodios |
| 2019–2020 | Hanna                 | Jerome Sawyer    | 6 episodios |
| 2022      | Moon Knight           | Selim / Osiris   | 3 episodios |
| 2022–2023 | The Crown             | Dodi Fayed       | 7 episodios Nominado-Premio de la Crítica Televisiva al mejor actor de reparto en serie de drama Nominado-Premio Satellite al Mejor Actor de Reparto - Serie, Miniserie o Película para Televisión Nominado-Premio del Sindicato de Actores al mejor reparto de televisión - Drama |
| 2024      | The Day of the Jackal | Ulle Dag Charles | |

- Datos: Q981897
- Multimedia: Khalid Abdalla / Q981897